# Ivica Todorić
Ivica Todorić (Kloštar Ivanić, 2. siječnja 1951.) hrvatski je poduzetnik i bivši predsjednik Uprave koncerna Agrokor – najveće privatne tvrtke u Hrvatskoj. Nakon što je poslovna, a potom i šira javnost postajala sve svjesnija da je Agrokor u vrlo teškim poslovnim problemima, početkom travnja 2017. godine godine počelo se govoriti o propasti tog Todorićevog životnog projekta. Dana 10. travnja 2017. godine su državne vlasti Republike Hrvatske preuzele upravljanje koncernom. Todorić je nekoliko mjeseci kasnije suočen s kaznenim progonom zbog navodnih nepravilnosti u vođenju Agrokora, te optužuje vrh državne vlasti da mu je u kriminalnoj zavjeri oteo koncern.

## Život
Djetinjstvo je proveo na farmi u Božjakovini. Upisom u osnovnu školu vraća se u Zagreb, gdje je studirao i diplomirao na Ekonomskom fakultetu. Govori Njemački jezik.
Ivičin otac Ante Todorić bio je visokopozicionirani rukovodilac u gospodarstvu Socijalističke Republike Hrvatske, te je od 1963. godine bio generalni direktor Agrokombinata, tada jednog od vodećih poduzeća u Jugoslaviji; bio je i saborski zastupnik, te predsjednik saborskog odbora za poljoprivredu. Međutim je 1971. godine bio Ante Todorić zbog velike pronevjere osuđen na višegodišnju zatvorsku kaznu. Kako je kažnjavanje Ante Todorića koincidiralo s progonom sudionika Hrvatskog proljeća, nagađalo se da su možda njegov domoljubiv stav i vezanost uz neke "nacionalističke" predvodnike Saveza komunista Hrvatske bili u svezi s njegovim procesuiranjem; što Ante Todorić nije ni potvrđivao ni opovrgavao.
Ivica Todorić je 1976. godine pokrenuo privatnu proizvodnju i trgovinu cvijećem. Sjeća se da mu je trebalo nekoliko godina da kupi prvi kombi; do tada je robu prevozio "VW Bubom". Posao sredinom osamdesetih počinje širiti na uvoz i izvoz žitarica, uljarica, voća i povrća, a 1989. godine registrira se Agrokor kao dioničko društvo u 100%-tnom vlasništvu Ivice Todorića. Početkom 1990.-ih ima snage da uđe u ozbiljne investicije, te je 1993. godine u novinskom intervjuu izjavio da je u tadašnju "pretvorbu i privatizaciju" ranijih socijalističkih poduzeća uložio oko 15 milijuna maraka. Akvizicijom i daljnjim razvojem kompanija za poljoprivredu, proizvodnju hrane i maloprodaju, Agrokor izrasta u jednu od vodećih regionalnih kompanija. Koncern danas čine vodeći proizvođači hrane i pića te najveći hrvatski lanac maloprodaje "Konzum"; također i "Tisak", koji obavlja utjecajnu djelatnost distribucije tiskanih medija putem novinskih kioska.
Ivica Todorić jedan je od osnivača i prvi predsjednik Hrvatske udruge poslodavaca koja je osnovana 1993. godine. Kontinuirano je podržavao humanitarne, kulturne, znanstvene, ekološke, obrazovne, sportske i druge projekte.
S njegovim odlaskom s čelnog mjesta Agrokora, on postaje središnja figura mnogih kontroverzi u Hrvatskoj i šire.

### Obitelj
Oženjen je Vesnom Bašić-Todorić i otac je troje djece – kćeri Ive te dvaju sinova – Ante i Ivana, s kojima je do posrnuća koncerna "Agrokor" živio u Zagrebu.

## Karijera
Nakon studija ekonomije, počinje 1976. godini s obitelji uzgajati cvijeće i trgovati cvijećem. Nakon nekoliko godina obitelj Todorić je - kako se navodi - držala 40 % trgovine cvijeća u SFRJ. Uz to su trgovali i voćem i povrćem. U 1989. godini se Agrokor registrirao kao dioničko društvo s Ivicom Todorićem kao stopostotnim vlasnikom.
Nakon raspada SFRJ u 1992. godini je Todorić proširio svoje poslovanje te kupuje proizvođača mineralne vode Jamnicu. Godinu dana kasnije kupuje proizvođača jestivog ulja Zvijezda. U 1994. godini nastavlja s proširivanjem te kupuje Ledo, Unikonzum, Bobis, silos Mlinove (Vinkovci), solanu na Pagu, hotel Opera (bivši Inter-Continental) te osniva "Kreditnu banku Zagreb". Godine 2005. kupuje najvećeg prerađivača mesa PIK Vrbovec te Belje, najvećeg proizvođača u hrvatskom poljodjelstvu.
S ciljem da se postane tržišni lider u jugoistočnoj regiji Europe, tijekom godina kupuje razne tvrtke iz područja prehrambene industrije i distribucije na području Mađarske, Srbije, Slovenije, BiH i Crne Gore.

### Kontroverze
1992. godine Zagrebačka banka plaća šest milijuna DM-a (tri milijuna eura) Agrokoru za kupnju kukuruza i pšenice iz Osijeka i Kutjeva, koji su bili zamišljeni kao državne zalihe. Međutim je Todorić izvozio pšenicu, devize prodao INA-i i državne zalihe naknadno i djelomično punio pšenicom iz Srbije. U istoj toj godini je "Zagrebačka banka" odobrila Todoriću kredit u iznosu od 80 milijuna DM-a za kupnju pšenice. Kasnije se saznalo da 48,9 milijuna DM-a nije potrošio na pšenicu nego nenamjenski, za što mu banka inače ne bi izdala kredit.
1993. godine direktor konkurentskog Dalmacijacommercea Nikola Barač je podigao kaznenu prijavu protiv Todorića, zbog navodnih nezakonitosti oko odobravanja povoljnog kredita za organizaciju otkupa kukuruza. Barač je izjavljivao da mu Agrokor predstavlja nelojalnu konkurenciju, zbog povlaštenih uvjeta financiranja kreditima koji su imali trostruko manju kamatu od onih koje su mogla dobiti konkurentska poduzeća.
2016. godine u javnosti je predstavljen dokumentarni film Darija Juričanina "Gazda", u kojemu se cjelokupni poslovni uspjeh Ivice Todorića prikazuje kao moralno i zakonski upitan i u suštini nepošten.
U rujnu 2017. Ivica Todorić otvorio je osobnu internetsku stranicu preko koje je odlučio komunicirati s javnosti. U prvom priopćenju najavljuje tužbu protiv države i objavu relevantnih dokumenata kojima će razotkriti spregu politike, privatnih interesa čelnika investicijskih fondova i važnih ljudi iz samog Agrokora.
Županijsko državno odvjetništvo u Zagrebu drugi je puta povuklo optužnicu u slučaju Agrokor u studenome 2023., što se prvi puta dogodilo 2021. U međuvremenu je osnovao političku stranku Zajedno Hrvatska.

## Vanjske poveznice
- Životopis Ivice Todorića, kod Biografija.com
- Osobni blog Ivice Todorića, otvoren nakon gubitka kontrole nad Agrokorom 2017. godine  Arhivirana inačica izvorne stranice od 16. listopada 2017. (Wayback Machine)